# Jetterswiller
Jetterswiller es una localidad y comuna francesa, situada en el departamento de Bajo Rin en la región de Alsacia.
| 162 | 165 | 160 | 163 | 168 | 170 |
| Para los censos de 1962 a 1999 la población legal corresponde a la población sin duplicidades (Fuente: INSEE [Consultar]) |     |     |     |     |     |